# Distrito electoral federal 15 de Jalisco
El Distrito electoral federal 15 de Jalisco es uno de los 300 distritos electorales en los que se encuentra dividido el territorio de México para la elección de diputados federales y uno de los veinte en los que se divide el estado de Jalisco. Su cabecera es la localidad de La Barca.
Desde la distritación de 2022, se forma con el territorio de 11 municipios: Arandas, Atotonilco el Alto, Ayotlán, La Barca, Degollado,  Jalostotitlán, Jamay, Jesús María, San Diego de Alejadría, San Julian, San Miguel el Alto.

## Distritaciones anteriores

### Distritación 1996 - 2005
Con la distritación de agosto de 1996, la cabecera del distrito 15 se estableció en la localidad de La Barca, al este de Jalisco.

### Distritación 2005 - 2017
En la distritación de 2005, la localidad de La Barca permanece como cabecera del distrito formado por 9 municipios: Atotonilco el Alto, Ayotlán, La Barca, Degollado, Jamay, Ocotlán, Poncitlán, Tototlán, Zapotlán del Rey.

## Diputados por el distrito
| Diputado                                                                         | Diputado                         | Grupo parlamentario | Legislatura     | Periodo     |
| -------------------------------------------------------------------------------- | -------------------------------- | ------------------- | --------------- | ----------- |
|                                                                                  | Juan N. Guzmán                   |                     | IV              | 1867 - 1868 |
| Vacante                                                                          | Vacante                          | Vacante             | V VI VII        | 1869 - 1875 |
|                                                                                  | Francisco Magaña                 |                     | VIII            | 1875 - 1878 |
| Vacante                                                                          | Vacante                          | Vacante             | IX              | 1878 - 1880 |
|                                                                                  | Diego Baz                        |                     | X               | 1880 - 1882 |
|                                                                                  | Fernando Camacho                 |                     | XI              | 1882 - 1884 |
|                                                                                  | Víctor Pérez                     |                     | XII             | 1884 - 1886 |
|                                                                                  | Arnulfo García                   |                     | XIII XIV XV XVI | 1886 - 1894 |
|                                                                                  | Ignacio Mañón y Valle            |                     | XVII            | 1894 - 1896 |
|                                                                                  | Rafael de Zayas Enríquez         |                     | XVIII           | 1896 - 1898 |
|                                                                                  | Ireneo Paz                       |                     | XIX XX XXI XXII | 1898 - 1906 |
| Vacante                                                                          | Vacante                          | Vacante             | XXIII           | 1906 - 1908 |
|                                                                                  | Luis Velasco Rus                 |                     | XXIV XXV        | 1908 - 1912 |
|                                                                                  | Jorge Delorme                    |                     | XXVI            | 1912 - 1913 |
|                                                                                  | José Manzano                     |                     | Constituyente   | 1916 - 1917 |
|                                                                                  | José García de Alba              |                     | XXVII XXVIII    | 1917 - 1920 |
|                                                                                  | Augusto Ailland                  |                     | XXIX            | 1920 - 1922 |
|                                                                                  | Fernando Valencia                |                     | XXX             | 1922 - 1924 |
|                                                                                  | Francisco A. Flores              |                     | XXXI            | 1924 - 1926 |
|                                                                                  | Esteban García de Alba           |                     | XXXII           | 1926 - 1930 |
| PRJ                                                                              | Esteban García de Alba           | XXXIII              |                 | 1926 - 1930 |
| El distrito 15 es suprimido en 1930. Es restablecido en la distritación de 1978. |                                  |                     |                 |             |
|                                                                                  | Enrique Chavero Ocampo           |                     | LI              | 1979 - 1982 |
|                                                                                  | Héctor Manuel Perfecto Rodríguez |                     | LII             | 1982 - 1985 |
|                                                                                  | Félix Flores Gómez               |                     | LIII            | 1985 - 1988 |
|                                                                                  | Gregorio Curiel Díaz             |                     | LIV             | 1988 - 1991 |
|                                                                                  | Raúl Juárez Valencia             |                     | LV              | 1991 - 1994 |
|                                                                                  | José Enrique Patiño Terán        |                     | LVI             | 1994 - 1997 |
|                                                                                  | Juan José García de Quevedo      |                     | LVII            | 1997 - 2000 |
|                                                                                  | Sergio García Sepúlveda          |                     | LVIII           | 2000 - 2003 |
|                                                                                  | Patricia Retamoza Vega           |                     | LIX             | 2003 - 2006 |
|                                                                                  | Gerardo Amezola Fonceca          |                     | LX              | 2006 - 2009 |
|                                                                                  | Gumercindo Castellanos Flores    |                     | LXI             | 2009 - 2012 |
|                                                                                  | Ossiel Omar Niaves López         |                     | LXII            | 2012 - 2015 |
|                                                                                  | Ramón Bañales Arambula           |                     | LXIII           | 2015 - 2018 |
|                                                                                  | Absalón García Ochoa             |                     | LXIV            | 2018 - 2021 |
|                                                                                  | Ana Laura Sánchez Velázquez      |                     | LXV             | 2021 - 2024 |
|                                                                                  | Alonso Vázquez Jiménez           |                     | LXVI            | 2024 -      |

## Resultados electorales

### 2021
|  | 32.36 % |

|  | 27.17 % |

|  | 27.69 % |

|  | 3.42 % |

|  | 2.60 % |

|  | 4.18 % |

|  | 2.55 % |

|  | 2.50 % |

|  | 2.45 % |

|  | 0.08 % |

|  | 2.46 % |

|  | 100.00 % |